# Komenda Rejonu Uzupełnień Pszczyna

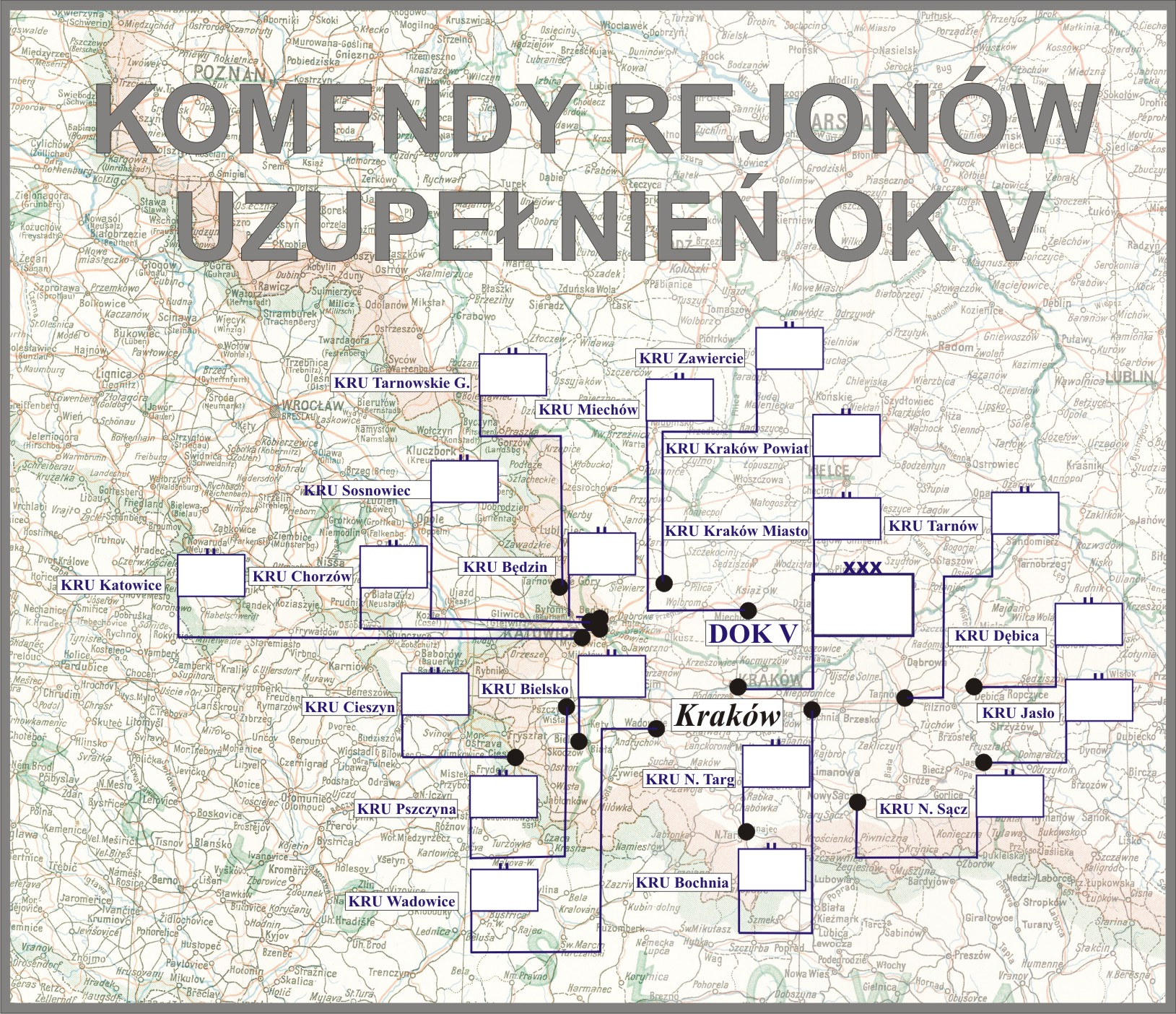
Komendy rejonów uzupełnień OK V

Komenda Rejonu Uzupełnień Pszczyna (KRU Pszczyna) – organ wojskowy właściwy w sprawach uzupełnień Sił Zbrojnych II Rzeczypospolitej i administracji rezerw w powierzonym mu rejonie.

## Historia komendy
26 marca 1924 roku został ogłoszony rozkaz O. I. Szt. Gen. 2124/Org. ministra spraw wojskowych w sprawie podziału terytorialnego Górnego Śląska na wojskowe okręgi poborowe. Rozkaz powoływał do życia Powiatową Komendę Uzupełnień Pszczyna. Okręg poborowy obejmował powiaty: pszczyński i rybnicki. 12 kwietnia 1924 roku w Dzienniku Personalnym MSWojsk. została ogłoszona obsada personalna komendy.
18 listopada 1924 roku weszła w życie ustawa z dnia 23 maja 1924 roku o powszechnym obowiązku służby wojskowej, a 15 kwietnia 1925 roku rozporządzenie wykonawcze ministra spraw wojskowych do tejże ustawy, wydane 21 marca tego roku wspólnie z ministrami: spraw wewnętrznych, zagranicznych, sprawiedliwości, skarbu, kolei, wyznań religijnych i oświecenia publicznego, rolnictwa i dóbr państwowych oraz przemysłu i handlu. Wydanie obu aktów prawnych wiązało się z przejęciem przez władze cywilne (administracji I instancji) większości zadań związanych z przygotowaniem i przeprowadzeniem poboru. Przekazanie większości zadań władzom cywilnym umożliwiło organom służby poborowej zajęcie się wyłącznie racjonalnym rozdziałem rekruta oraz ewidencją i administracją rezerw. Do tych zadań dostosowana została organizacja wewnętrzna powiatowych komend uzupełnień i ich składy osobowe. Poszczególne komendy różniły się między sobą składem osobowym w zależności od wielkości administrowanego terenu.
Zadania i nowa organizacja PKU określone zostały w wydanej 27 maja 1925 roku instrukcji organizacyjnej służby poborowej na stopie pokojowej. W skład PKU Pszczyna wchodziły trzy referaty: I) referat administracji rezerw, II) referat poborowy i referat inwalidzki. Nowa organizacja i obsada służby poborowej na stopie pokojowej według stanów osobowych L. O. I. Szt. Gen. 3477/Org. 25 została ogłoszona 4 lutego 1926 roku. Z tą chwilą zniesione zostały stanowiska oficerów ewidencyjnych.
12 marca 1926 roku została ogłoszona obsada personalna Przysposobienia Wojskowego, zatwierdzona rozkazem Dep. I L. 6000/26 przez pełniącego obowiązki szefa Sztabu Generalnego gen. dyw. Edmunda Kesslera, w imieniu ministra spraw wojskowych. Zgodnie z nową organizacją pokojową Przysposobienia Wojskowego zostały zlikwidowane stanowiska oficerów instrukcyjnych przy PKU, a w ich miejsce utworzone rozkazem Oddz. I Szt. Gen. L. 7600/Org. 25 stanowiska oficerów przysposobienia wojskowego w pułkach piechoty.
Od 1926 roku, obok ustawy o powszechnym obowiązku służby wojskowej i rozporządzeń wykonawczych do niej, działalność PKU Pszczyna normowała „Tymczasowa instrukcja służbowa dla PKU”, wprowadzona do użytku rozkazem MSWojsk. Dep. Piech. L. 100/26 Pob.
W marcu 1930 roku PKU Pszczyna nadal podlegała Dowództwu Okręgu Korpusu Nr V i wciąż administrowała powiatami: pszczyńskim i rybnickim. W grudniu tego roku PKU Pszczyna posiadała skład osobowy typu I.
31 lipca 1931 roku gen. dyw. Kazimierz Fabrycy, w zastępstwie ministra spraw wojskowych, rozkazem B. Og. Org. 4031 Org. wprowadził zmiany w organizacji służby poborowej na stopie pokojowej. Zmiany te polegały między innymi na zamianie stanowisk oficerów administracji w PKU na stanowiska oficerów broni (piechoty) oraz zmniejszeniu składu osobowego PKU typ I–IV o jednego oficera i zwiększeniu o jednego urzędnika II kategorii. Liczba szeregowych zawodowych i niezawodowych oraz urzędników III kategorii i niższych funkcjonariuszy pozostała bez zmian.
1 lipca 1938 roku weszła w życie nowa organizacja służby uzupełnień, zgodnie z którą dotychczasowa PKU Pszczyna została przemianowana na Komendę Rejonu Uzupełnień Pszczyna przy czym nazwa ta zaczęła obowiązywać 1 września 1938 roku, z chwilą wejścia w życie ustawy z dnia 9 kwietnia 1938 roku o powszechnym obowiązku wojskowym. Obok wspomnianej ustawy i rozporządzeń wykonawczych do niej, działalność KRU Pszczyna normowały przepisy służbowe MSWojsk. D.D.O. L. 500/Org. Tjn. Organizacja służby uzupełnień na stopie pokojowej z 13 czerwca 1938 roku. Zgodnie z tymi przepisami komenda rejonu uzupełnień była organem wykonawczym służby uzupełnień .
Komendant rejonu uzupełnień w sprawach dotyczących uzupełnień Sił Zbrojnych i administracji rezerw podlegał bezpośrednio dowódcy Okręgu Korpusu Nr V, który był okręgowym organem kierowniczym służby uzupełnień. Rejon uzupełnień nie uległ zmianie i nadal obejmował powiaty: pszczyński i rybnicki.
Po ogłoszeniu mobilizacji KRU Pszczyna funkcjonowała na podstawie etatu pokojowego. Pod względem ewidencji i uzupełnień miała być przydzielona do Ośrodka Zapasowego 6 DP. KRU Pszczyna nadal podlegała dowódcy Okręgu Korpusu Nr V, ale jej zaopatrywanie należało do dowódcy Armii „Kraków”.

## Obsada personalna
Poniżej przedstawiono wykaz oficerów zajmujących stanowisko komendanta Powiatowej Komendy Uzupełnień i komendanta rejonu uzupełnień oraz wykaz osób funkcyjnych (oficerów i urzędników wojskowych) pełniących służbę w PKU i KRU Pszczyna, z uwzględnieniem najważniejszych zmian organizacyjnych przeprowadzonych w latach 1926 i 1938.
| Komendanci                       | Komendanci                 | Komendanci                                       |
| -------------------------------- | -------------------------- | ------------------------------------------------ |
| Stopień, imię i nazwisko         | okres pełnienia obowiązków | kolejne stanowisko (dalsze losy)                 |
| ppłk sam. Włodzimierz Bukowski   | IV 1924 – II 1927          | przeniesiony w stan spoczynku z dniem 30 IV 1927 |
| mjr piech. Wojciech Musiał       | II 1927 – III 1929         | oddany do dyspozycji dowódcy OK V                |
| ppłk piech. Franciszek Pałkowski | III 1929 – 30 IX 1934      | przeniesiony w stan spoczynku                    |
| mjr piech. Stefan Feliks Brandt  | XII 1934 – 1939            |                                                  |

| Obsada pozostałych stanowisk funkcyjnych PKU w latach 1924–1925     | Obsada pozostałych stanowisk funkcyjnych PKU w latach 1924–1925 | Obsada pozostałych stanowisk funkcyjnych PKU w latach 1924–1925 | Obsada pozostałych stanowisk funkcyjnych PKU w latach 1924–1925 |
| ------------------------------------------------------------------- | --------------------------------------------------------------- | --------------------------------------------------------------- | --------------------------------------------------------------- |
| I referent                                                          | mjr piech. Jan Kulwieć                                          |                                                                 |                                                                 |
| I referent                                                          | kpt. kanc. Andrzej Styka                                        | I 1925 – II 1926                                                | kierownik I referatu                                            |
| II referent                                                         | por. rez. powoł. do sł. czyn. Jan Liput                         |                                                                 |                                                                 |
| oficer instrukcyjny                                                 | por. piech. Józef Żuchowicz                                     | XI 1924 – III 1925                                              | przydzielony do macierzystego 23 pp                             |
| oficer ewidencyjny Pszczyna                                         | urzędnik wojsk. XI rangi / por. kanc. Jan Bogacki               |                                                                 |                                                                 |
| oficer ewidencyjny Rybnik                                           | por. kanc. Jan Smolański                                        |                                                                 |                                                                 |
| Obsada pozostałych stanowisk funkcyjnych PKU w latach 1926–1938     |                                                                 |                                                                 |                                                                 |
| kierownik I referatu administracji rezerw i zastępca komendanta PKU | kpt. kanc. Andrzej Styka                                        | II 1926 – XII 1929                                              | referent w PKU Słonim                                           |
| kierownik I referatu administracji rezerw i zastępca komendanta PKU | mjr kanc. Aleksander Seweryn Marian Geringer                    | XII 1929 – IX 1930                                              | komendant PKU Miechów                                           |
| kierownik I referatu administracji rezerw i zastępca komendanta PKU | kpt. piech. Szymon Michał Białecki                              | 1930 – XII 1931                                                 | oddany do dyspozycji dowódcy OK V                               |
| kierownik I referatu administracji rezerw i zastępca komendanta PKU | kpt. kanc. Alfred Bernard Farny                                 | 1 III – 1 X 1932                                                | praktyka u płatnika 3 psp, †1940 Katyń                          |
| kierownik I referatu administracji rezerw i zastępca komendanta PKU | kpt. piech. Kazimierz Sarnowicz                                 | 1 IX 1932 – 1936                                                | przeniesiony do PKU Grodzisk Mazowiecki                         |
| kierownik II referatu poborowego                                    | por. kanc. Jan Liput                                            | od II 1926                                                      |                                                                 |
| kierownik II referatu poborowego                                    | kpt. piech. Józef Sękowski                                      | X 1927 – VI 1930                                                | kierownik I referatu PKU Równe                                  |
| kierownik II referatu poborowego                                    | por. kanc. Jan Bogacki                                          | IX 1930 – 15 IX 1932                                            | praktyka u płatnika 12 pp                                       |
| kierownik II referatu poborowego                                    | kpt. piech. Władysław Klass                                     | od IX 1932                                                      | kierownik I referatu                                            |
| referent inwalidzki                                                 | por. kanc. Ignacy Gadziński                                     | od II 1926                                                      |                                                                 |
| referent inwalidzki                                                 | kpt. piech. Antoni I Górzyński                                  | do IV 1929                                                      | dyspozycja Ministerstwa Pracy i Opieki Społecznej               |
| referent                                                            | por. kanc. Jan Bogacki                                          | II 1926 – IX 1930                                               | kierownik II referatu                                           |
| Obsada pozostałych stanowisk funkcyjnych KRU w latach 1938–1939     |                                                                 |                                                                 |                                                                 |
| kierownik I referatu ewidencji                                      | kpt. adm. (piech.) Władysław Klass                              | był w III 1939                                                  |                                                                 |
| kierownik II referatu uzupełnień                                    | kpt. adm. (piech.) Franciszek Głowa                             | był w III 1939                                                  |                                                                 |